# Ehrendenkmal Auf der Hardt

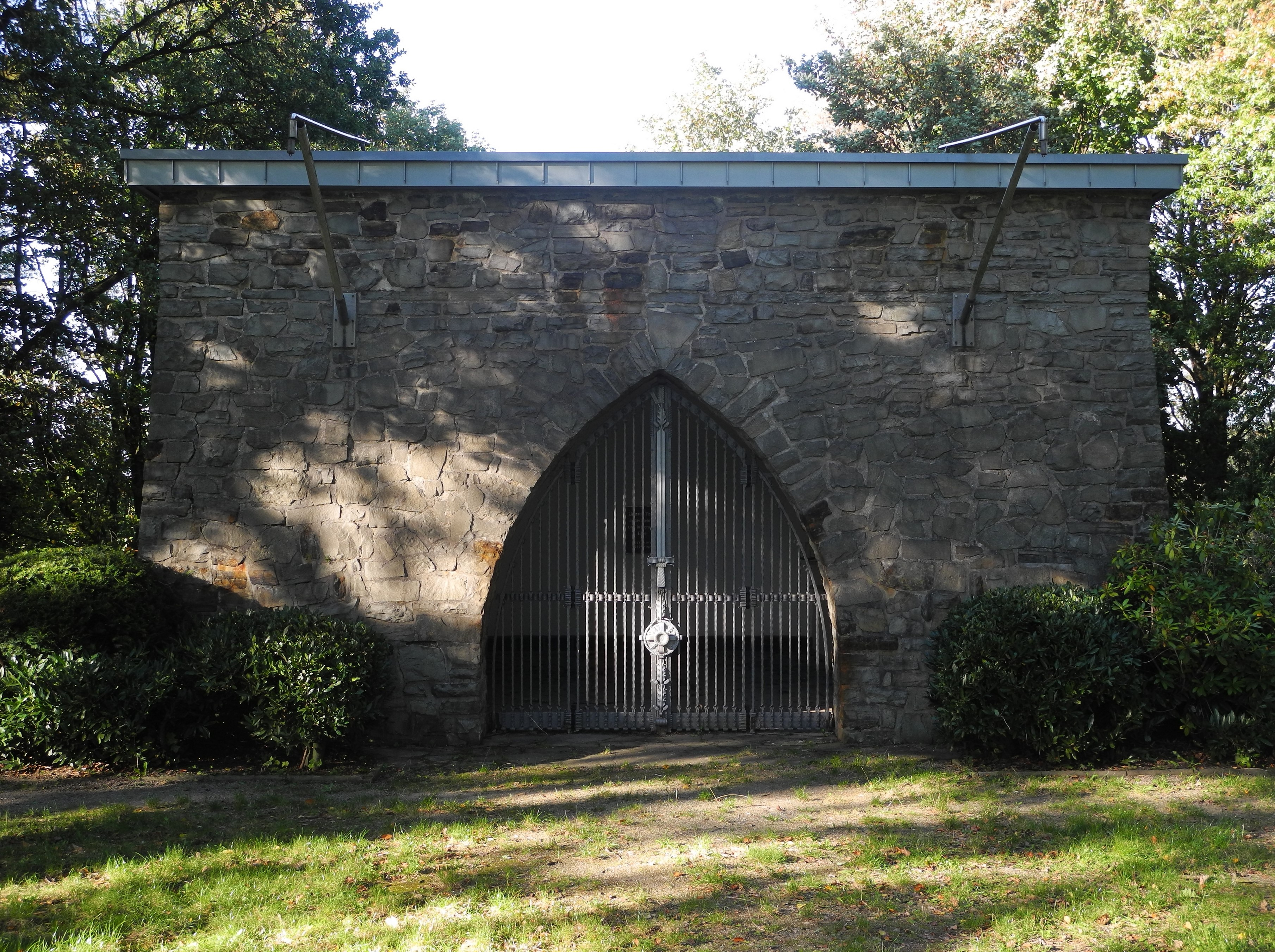
Baukörper von Süden

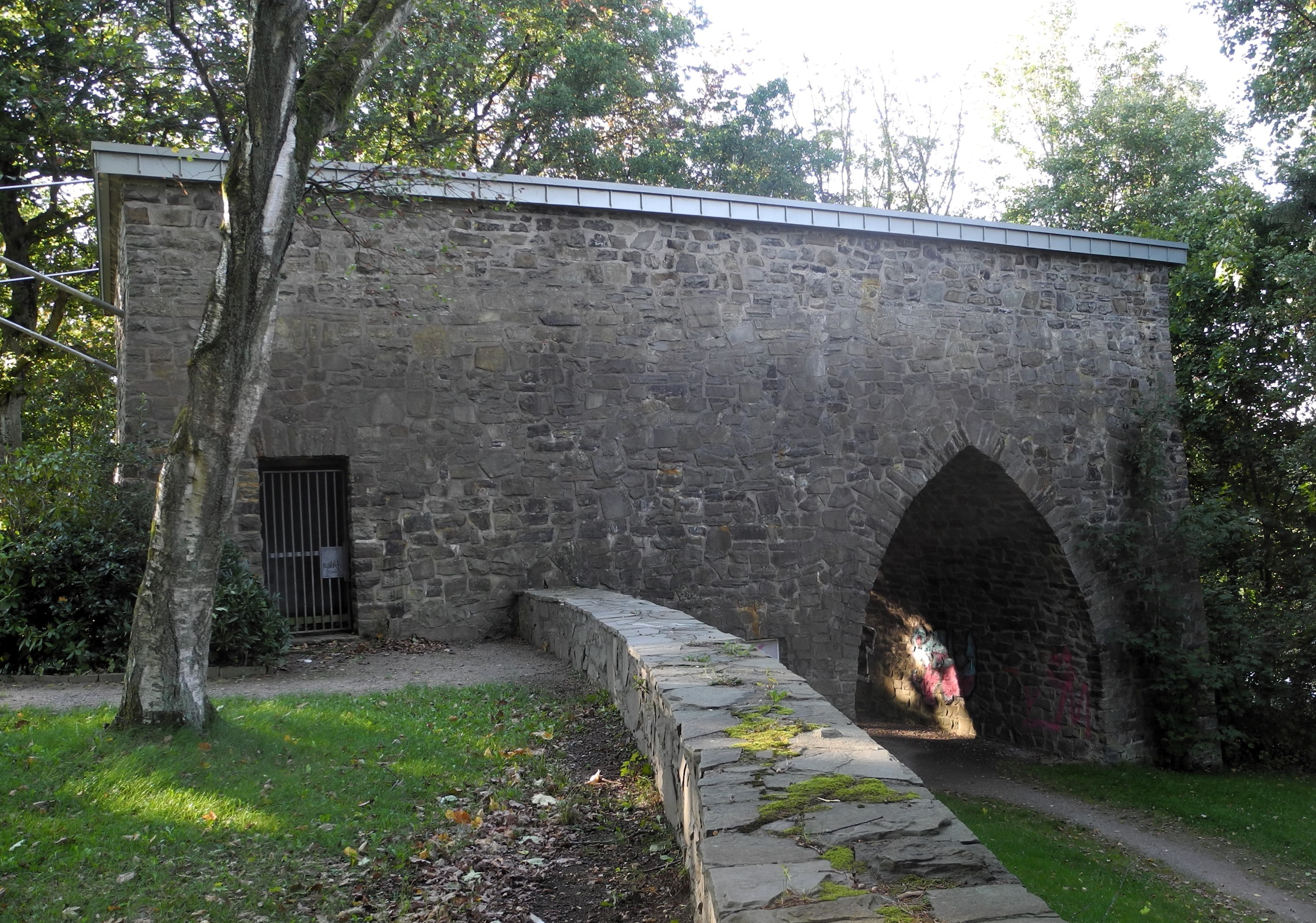
Baukörper von Osten

Das Ehrendenkmal Auf der Hardt ist ein Kriegerdenkmal im Ennepetaler Ortsteil Milspe. Es wurde am 26. August 1939 eingeweiht und steht unter Baudenkmalschutz.

## Beschreibung
Das aus Bruchsteinen errichtete Ehrendenkmal, ein rechteckiger Baukörper mit zwei flankierenden ovalen Einfassungsmauern, befindet sich in einer kleinen Parkanlage. Ein spitzbogenförmiges Gittertor mit Verzierungen verschließt den Eingang zum Innenraum, der mit nichts weiter als je drei Kerzenhaltern an den Seiten und einer schlichten Gedenktafel in der Mitte der Rückseite ausgestattet ist. Der Text lautet: Unseren Toten / in der Heimat / und in fremder / Erde / 1914-1918 / 1939-1945. Durch die hintere Hälfte des Gebäudes, die aufgrund der Hanglage tiefer gründet, führt ein ebenfalls spitzbogenförmiger Durchgang.
Die Anregung zu dem Ehrenmal zum Gedenken der Kriegsopfer des Ersten Weltkrieges ging bereits 1924 vom Volksbund Deutsche Kriegsgräberfürsorge aus. 1939 war die Bausumme von 45.000 RM durch Spenden von Privatleuten und lokalen Industriebetrieben aufgebracht worden, so dass nach einem Ideenwettbewerb der Lüdenscheider Architekt Tauche mit der Planung beauftragt wurde. Ausgeführt wurde der Plan von der Gemeinde Milspe.